# Lidia Șimon
Lidia Elena Șimon, née le 4 septembre 1973, est une athlète roumaine, spécialiste du marathon. Elle mesure 1,57 m pour 44 kg.

## Biographie

### Palmarès

#### Jeux olympiques d'été
- Jeux olympiques d'été 2000 à Sydney ( Australie)
  -  Médaille d'argent sur le marathon

#### Championnats du monde d'athlétisme
- Championnats du monde d'athlétisme de 1997 à Athènes ( Grèce)
  -  Médaille de bronze sur le marathon
- Championnats du monde d'athlétisme de 1999 à Séville ( Espagne)
  -  Médaille de bronze sur le marathon
- Championnats du monde d'athlétisme de 2001 à Edmonton ( Canada)
  -  Médaille d'or sur le marathon
- Championnats du monde d'athlétisme de 2007 à Osaka ( Japon)
  - 5e sur le marathon

#### Championnats d'Europe d'athlétisme
- Championnats d'Europe d'athlétisme de 1998 à Budapest ( Hongrie)
  -  Médaille de bronze sur 10 000 m

### Meilleures performances
- 10 000 m : 	31,32 m s 64 	 	 3e 	EC	Budapest 19 Aug 1998
- 20 km : 69 min 22 	 	 28e 	WC	Debrecen	8 Oct 2006
- Semi-marathon : 	68 min 34 	 	4e Tokyo 10 janvier 2000
- Marathon : 10 courses en dessous de 2 h 28 min 00 - meilleur temps : 2 h 22 min 54, 1re Osaka 30 janvier 2000